# تیکلاتون
تیکلاتون (انگلیسی: Ticlatone) یک ماده و داروی ضدقارچ است.